# Piera Fernández de Piccoli
Piera Fernández de Piccoli (Río Cuarto, Córdoba, Argentina, 1997) es una politóloga y dirigente argentina. Fue presidenta de la Federación Universitaria Argentina (FUA) entre diciembre de 2022 y febrero de 2025, siendo la primera mujer cordobesa en ocupar dicho cargo.

## Biografía

### Formación
Piera Fernández de Piccoli nació en la ciudad de Río Cuarto, en la provincia de Córdoba. Cursó estudios secundarios en el colegio Leonardo Da Vinci, donde comenzó su militancia estudiantil impulsando la creación del centro de estudiantes. Posteriormente ingresó a la Universidad Nacional de Río Cuarto (UNRC), donde obtuvo el título de licenciada en Ciencia Política.
Durante su trayectoria universitaria, militó en Franja Morada y fue presidenta del centro de estudiantes de la Facultad de Ciencias Humanas entre 2019 y 2022. 

### Presidencia de la FUA
En diciembre de 2022 fue electa presidenta de la Federación Universitaria Argentina, la organización estudiantil más grande del país, que representa a más de dos millones de estudiantes universitarios.
Durante su gestión, Fernández de Piccoli adquirió visibilidad nacional al encabezar la Marcha Federal Universitaria del 23 de abril de 2024, una movilización masiva en defensa de la universidad pública y en rechazo al recorte presupuestario impulsado por el gobierno de Javier Milei. En su discurso de cierre en la Plaza de Mayo, denunció una “asfixia presupuestaria” y solicitó una recomposición salarial docente, aumento en las becas y financiamiento acorde para las casas de estudio.
En octubre de 2024 participó de una nueva jornada de protesta, reiterando sus críticas al ajuste educativo. Su rol fue valorado por diversos sectores políticos y sociales, posicionándola como una referente del movimiento estudiantil argentino.

### Fin del mandato y proyección política
El 26 de febrero de 2025 concluyó su mandato al frente de la FUA, siendo sucedida por Joaquín Carvalho, estudiante de la Universidad Nacional de La Plata, tras el 32.º Congreso de la organización.
Tras su paso por la FUA, comenzaron a circular versiones sobre una posible candidatura legislativa en representación de Córdoba, dentro del espacio de la Unión Cívica Radical, aunque no se confirmó ninguna postulación oficial.

## Legado y posicionamiento
Durante su liderazgo al frente de la FUA, Fernández de Piccoli fue reconocida por su firmeza discursiva, su capacidad organizativa y su defensa del sistema universitario público argentino. Su estilo político ha sido caracterizado como claro, ético y federal. Diversos medios nacionales la señalan como una figura emergente en el escenario político nacional.